# Noisiel
Noisiel là một xã ở tỉnh Seine-et-Marne, thuộc vùng Île-de-France ở miền bắc nước Pháp.

## Dân số
Người dân ở Noisiel được gọi là Noisiéliens.
Điều tra dân số năm 1999, xã này có dân số là 15.502. Theo ước tính năm 2006 là 15.504.